# Konstanzer Puppenbühne
Die Konstanzer Puppenbühne ist ein Puppentheater unter der Leitung von Irmi Wette aus Konstanz. Das Theater ist Mitglied des Verbands Deutscher Puppentheater (VDP).

## Geschichte und Spielprogramm
Die Pädagogin Irmi Wette gründete die Puppenbühne 1998. Zum Repertoire gehören Geschichten mit bekannten Charakteren wie Kasper, Zauberern, Hexen und Räubern.
Das Präventionstheaterstück gegen sexuelle Gewalt „Pfoten weg! Macht Kinder stark!“ entstand 2002 in Zusammenarbeit mit der Polizei von Konstanz und wird seit 2003 in Kooperation mit dem Weißen Ring aufgeführt. Ende Oktober 2017 hatte das Stück 52.000 Zuschauer. Im selben Monat erklärte die Stadt Konstanz, dass sie das Stück für nicht pädagogisch wertvoll halte.
Das Stück „Du hast angefangen! – Nein, du!“ ist ein gewaltpräventives Figurentheaterstück. Darüber hinaus gibt es Stücke für Sprachpädagogik und Zahnprophylaxe. Ein umweltpädagogisches Stück trägt den Namen „Staunbaum“.
Ein weiteres Projekt ist „Hänsel und Gretel“. Wettes Großonkel Engelbert Humperdinck schrieb die gleichnamige Oper, von ihrer Urgroßmutter Adelheid Wette stammte das Libretto.
Im Frühjahr 2019 ist Irmi Wette mit ihrer Puppenbühne nach Großharrie (bei Neumünster) in Schleswig-Holstein verzogen, sie heißt seitdem „FigurenZauberei“.

## Werke
- Irmi Wette: Pfoten weg! Wette, Konstanz 2014, ISBN 978-3-00-046791-2.